# 菩提への道
仏教における道（みち、梵: marga、巴: Magga）、仏道（ぶつどう）とは、釈迦（ゴータマ、仏陀）が発見した真理であるダンマ（ダルマ、法）を体得する菩提（悟り）、解脱、正覚に至る道のことであり、様々な方法が記載されている。最も古典的なものは八正道であるが、これは経蔵記載における要約の一つにすぎない。ほかにも様々な菩提への道が存在する。道すなわち菩提を完成することを成道という。

## 初期仏教
初期仏典には菩提への道についてのさまざまな記載があり、以下はパーリ仏典からの引用である。

### 八正道
八正道（ariyo aṭṭhaṅgiko maggo）は初転法輪で説かれたとされる、もっとも有名な仏道である。相応部では以下のように要約されている。

比丘たちよ、聖なる八正道とは何か。

それはすなわち、正見、正思、正語、正業、正命、正精進、正念、正定である。 

### パーリ仏典での他の記載
パーリ仏典には、菩提への道を示す別の、そしておそらくはより古いリストが存在する。これらは三学（戒・定・慧）に沿ったものとされる。

#### 三明経
三明経においては、おそらく四諦よりも先行して形成された仏道が述べられている。
- 40節: 如来がこの世に生まれ、自らの知識を他人に知らせる。
- 41節: 在家者はその法に耳を傾け、信を獲得し、在家から出家者となる。
- 42節: 彼は禁欲生活を送り、善行を行い、六根清浄および正念正知な生活を送る。
- 43-75節: これらによって、
  - 善行によって心の自信が生まれる。
  - 六根が清浄となる。
  - 正念正知が手に入る。
  - 小欲で満足し、シンプルな生活が手に入る。
  - 五蓋が除去される。
  - これらの結果、体のすべてにおける喜びと平和が手に入る。

#### 象跡喩小経
中部経典においては、違った仏道の段階が説明されており、象跡喩小経においては次である。
1. 法(Dhamma)の聴聞、信(saddha, pabbajja) - 衆生は仏陀の説く法を聞き、仏陀への信仰が発生し、比丘となることを決心する。
2. 戒 - 彼は道徳を示す戒を受け入れる。
3. 六根清浄(Indriyasamvara) - 六根の防護を実践する。
4. 正念正知(Sati - sampajanna) - 念を実践し、念によって捉えたものを正しく把握する[10]。
5. 初禅 - 心から五蓋を取り除き、色界の禅定（Rūpajjhāna）の最初の段階に到達する。
6. 第二禅 - 禅定の第２段階に到達する。
7. 第三禅 - 禅定の第３段階に到達する。
8. 第四禅 - 禅定の第４段階に到達する。
9. 宿住随念智（Pubbenivasanussati-ñana）- 彼はサンサーラ以前における、自分の存在を思い出す[11]。
10. 死生智（Sattanam cutupapata-ñana）- 彼は業（karma）に従って、存在の死と再生を観察する[11]。
11. 漏尽智（Asavakkhaya-ñana） - 彼は漏（Asava）を滅尽し、八正道の深い知識に目覚める。
12. 解脱 - 彼は今や解脱し、なすべきことは成し遂げられた。

#### 馬邑大経
馬邑大経においては、釈迦は「隠遁者とバラモンが行うべきこと」の一覧を以下に挙げている:。
1. hiri-ottappa - 慚愧（愚かな行いを恥じる）ことを身につける。
2. parisuddha kaya-samacara - 身を清浄にする。
3. parisuddha vaci-samacara - 口を清浄にする。
4. parisuddha mano-samacara - 意を清浄にする。（＝身口意の三業）
5. 正命（parisuddha ajiva） - 正しい生計を立てる。
6. 六根清浄(Indriyasamvara) - 六根の防護を実践する。
7. bhojane mattaññuta -  食事を節制する。
8. jagariya - 覚醒を実践する。
9. 正念正知（Sati - sampajanna）
10. 第一禅
11. 第二禅
12. 第三禅
13. 第四禅
14. 宿住随念智(Pubbenivasanussati-ñana)
15. 死生智(Sattanam cutupapata-ñana)
16. 漏尽智解脱(Asavakkhaya-ñana - Vimutti) - 漏を滅尽し、解脱したことを認識する

#### 有学経
有学経においては、衆生に「学びの道」を代わりに説くよう釈迦に求められたアーナンダは、以下を示した。
1. 戒 (sila)
2. 六根清浄 (indriyasamvara)
3. bhojane mattaññuta -  食事を節制する。
4. jagariya - 覚醒を実践する。
5. 七妙法(satta saddhamma) - 七つの優れた性質、信(saddha), 慚(hiri), 愧(ottappa), 多聞(bahussuta), 根(viriya), 念(sati), 智(pañña)を発達させる。
6. 禅定(jhana) - 四禅を難なく達成する。
7. 宿住随念智(Pubbenivasanussati-ñana)
8. 死生智(Sattanam cutupapata-ñana)
9. 漏尽智解脱(Asavakkhaya-ñana - Vimutti)

### 中阿含経
Bhikkhu Sujatoによると、説一切有部学派である中国の中阿含経においては、上座部パーリ仏典にはない道の説明が含まれているという。。彼によれば 中阿含経 44,54, 55の三つの経典には、以下の道が説かれているという。

#### 中阿含経 44
Mindfulness & clear comprehension → protection of sense faculties → protection of precepts → non-remorse → gladness → rapture → bliss → samādhi → knowledge & vision of things as they have become → repulsion → fading of lust → liberation → Nibbana.

#### 中阿含経 54
Honouring and attending upon → approaching → listening to the good Dhamma → giving ear → consideration of the meaning of the Dhamma → learning the Dhamma by heart → recital → reflective acceptance → faith → right consideration → mindfulness&clear comprehension → protection of the sense faculties → protection of precepts → nonremorse → gladness → rapture → bliss → samādhi → knowledge & vision of things as they have become → repulsion → fading of lust → liberation → Nibbana.

#### 中阿含経 55
Ignorance → conceptual activities → cognition → name & form → six senses → contact → feeling → craving → grasping → existence → birth → aging & death → suffering → faith → right consideration → mindfulness & clear comprehension → protection of sense faculties → protection of precepts → non-remorse → gladness → rapture → bliss → samādhi → knowledge& vision of things as they have become → repulsion → fading of lust → liberation → Nibbana.

### 菩提分法
菩提分法（bodhipakkhiyā dhammā）とは、パーリ仏典アッタカターで用いられる語であり、このリストの一部には八正道が含まれている。これはパーリ仏典を通して釈迦から繰返し説かれた、7セットの資質または菩提への助けを指し、それぞれが仏道を要約している。
- 四念処 - 身念処, 受念処, 心念処, 法念処
- 四正勤 - 断断, 律儀断, 随護断, 修断
- 四神足 - 欲神足, 精進神足, 心神足, 観神足
- 五根 - 信根, 精進根, 念根, 定根, 慧根
- 五力 - 信力, 精進力, 念力, 定力, 慧力
- 七覚支 - 念覚支, 択法覚支, 精進覚支, 喜覚支, 軽安覚支, 定覚支, 捨覚支
- 八正道 - 正見, 正思惟, 正語, 正業, 正命, 正精進, 正念, 正定

### 七覚支
Rupert Gethinによると、菩提への道はパーリ仏典において、次のように要約されているという（自歓喜経など）。

五蓋を捨て去り、四念処を修習し、七覚支を発達させる。

様々な修習が七覚支の発達に関連しており、それは菩提の手段のみではなく、菩提の構成要素でもある。Gethinによれば、禅定と七覚支には「明確な親和性」があり 、これらの発達は瞑想によって支援される。四念処と安那般那念と共に、「意識の高まり」と「意識をそらさせる邪魔な感情の克服」を手に入れるものである。

## 上座部仏教
上座部仏教における菩提への道は、ブッダゴーサが古典的な清浄道論で述べるように、以下の七清浄である。
1. 戒清浄 (sīla-visuddhi)
2. 心清浄 (citta-visuddhi)
3. 見清浄 (ditthi-visuddhi)
4. 度疑清浄 (kankha-vitarana-visuddhi)
5. 道非道智見清浄 (maggamagga-ñanadassana-visuddhi)
6. 行道智見清浄 (patipada-ñanadassana-visuddhi)
  1. 生滅智(udayabbayanupassana-nana)
  2. 壊滅智 (bhanganupassana-nana)
  3. 怖畏智(bhayatupatthana-nana)
  4. 過患智(adinavanupassana-nana)
  5. 厭離智 (nibbidanupassana-nana)
  6. 脱欲智 (muncitukamyata-nana)
  7. 省察智 (patisankhanupassana-nana)
  8. 行捨智 (sankharupekka-nana)
  9. 随順智 (anuloma-nana)
7. 智見清浄 (ñanadassana-visuddhi)
  1. 預流支
  2. 預流向、預流果
  3. 一来向、一来果
  4. 不還向、不還果
  5. 阿羅漢向、阿羅漢果

解脱に至る4つの段階において、「知識と見解による清浄(智見清浄)」は修行の集大成である。
このシステムで強調されているのは、存在における三相、すなわち苦（dukkha）、無我（anattan）、無常（anicca）の３つを理解することである。この強調は、特に現代のヴィパッサナー運動において、サマタ瞑想よりもヴィパッサナー瞑想に与えられた価値において認識できる。

## 説一切有部毘婆沙師
説一切有部毘婆沙師（Sarvāstivāda Vaibhāṣika）学派では、菩提への道について影響力のある骨子を示し、後に大乗仏教の学者たちによって脚色・修正された。これは五道（pañcamārga）と呼ばれ、彼らのアビダルマのテキストや世親の阿毘達磨倶舎論に見ることができる。
以下の五つである。
1. Mokṣa-bhāgīya (解脱に至る段階) , 資糧道（Saṃbhāra-mārga） - 世親によると、これには戒が必要であり、四念処を教わって実践する。
2. Nirveda-bhāgīya (浸透に至る段階) , 加行道 （Prayoga-mārga） - 阿毘達磨倶舎論では、四諦を16の側面から観察する。
3. 見道(Darśana-mārga)  - 阿毘達磨倶舎論では、四諦を観察し続け、これにより88の煩悩を放棄する。
4. 修道(Bhāvanā-mārga） - 阿毘達磨倶舎論では、修習を続けてさらに10つの煩悩を放棄する。
5. 無学道(Aśaikṣā-mārga) - すべての障害や苦難から完全に解放され、完成し充足される。

## 菩薩への道
大乗仏教では、主に菩薩への道に基づいている。

### 十地
地（梵: Bhūmi）とは、五道を細かく分類したものである。原語においてBhūmiとは、地面、基礎を意味する。
十地経では以下の十地が示される。
1. 歓喜地 (Pramuditā-bhūmi)
2. 離垢地 (Vimalā-bhūmi)
3. 発光地 (Prabhākarī-bhūmi)
4. 焔光地 (Arciṣmatī-bhūmi)
5. 難勝地 (Sudurjayā-bhūmi)
6. 現前地 (Abhimukhī-bhūmi)
7. 遠行地 (Dūraṃgamā-bhūmi)
8. 不動地 (Acalā-bhūmi)
9. 善想地 (Sādhumatī-bhūmi)
10. 法雲地 (Dharmameghā-bhūmi)

## 禅宗
禅宗においては、臨済宗の伝統においては、仏典の学習よりも突然の悟り（Subitism）が強調されるが、実際にはいくつかの段階を踏んでいる。よく知られている例は十牛図の絵である。

### 二入四行論
達磨に帰せられる書物、二入四行論においては、理入と行入に大別される

### 曹洞宗
曹洞宗では黙照禅（只管打坐）を強調し、ただ座禅を行うことを重視しているが、この伝統にも修行の中での発展が描かれている。